# Evern
Evern is een plaats in de Duitse gemeente Sehnde, deelstaat Nedersaksen, en telt 551 inwoners.